# Rauschenberg (Hesja)
Rauschenberg – miasto w Niemczech, w kraju związkowym Hesja, w rejencji Gießen, w powiecie Marburg-Biedenkopf.

## Współpraca
Miejscowość partnerska:
- Westende, Belgia